# (32622) Yuewaichun
(32622) Yuewaichun  es un asteroide del cinturón principal perteneciente al cinturón de asteroides, región del sistema solar que se encuentra entre las órbitas de Marte y Júpiter.
Fue descubierto el 11 de septiembre de 2001 por el astrónomo aficionado nacido en Hong Kong William Kwong Yu Yeung desde el Observatorio de Desert Beaver.

## Designación y nombre
Designado provisionalmente como 2001 RZ16, fue nombrado en honor de Yue Wai-Chun (n. 1954), un astrónomo aficionado veterano, fue el coordinador de la división de IOTA China. Había hecho enormes contribuciones a la astronomía de numerosas maneras, incluida la distribución de noticias astronómicas diarias a través de las aplicaciones para teléfonos inteligentes de la Sociedad Astronómica de Hong Kong a decenas de miles de amantes de la astronomía.

## Características orbitales
(32622) Yuewaichun está situado a una distancia media del Sol de 2,246 ua, pudiendo alejarse hasta 2,536 ua y acercarse hasta 1,956 ua. Su excentricidad es 0,129 y la inclinación orbital 3,074 grados. Emplea 1229,38 días en completar una órbita alrededor del Sol.

## Características físicas
La magnitud absoluta de (32622) Yuewaichun es 15,86. 